# Джо Бенджамін
Джо Бе́нджамін (англ. Joe Benjamin), повне ім'я Джо́зеф Ру́перт Бе́нджамін (англ. Joseph Rupert Benjamin; 4 листопада 1919, Атлантик-Сіті, Нью-Джерсі — 26 січня 1974, Лівінгстон, Нью-Джерсі) — американський джазовий контрабасист.

## Біографія
Народився 4 листопада 1919 року в Атлантик-Сіті, Нью-Джерсі. Виріс у Нью-Йорку; навчався грати на скрипці у Холла Джонсона. Був протеже контрабасиста Джорджа Дювів'є. Працював музичним копіїстом на Джиммі Лансфорда, Біллу Мура мол.
Грав з Мерсером Еллінгтоном (1946), Біллі Тейлором (бас), Арті Шоу, Флетчером Гендерсоном (1950). Був другим басистом у Дюка Еллінгтона під час концерту в Метрополітен-опері у січні 1951 року. Працював з Діззі Гіллеспі у Парижі (1952), гастролював з Сарою Вон (1953—55), Джеррі Малліганом (1957), Дейвом Брубеком, Еллісом Ларкінсом (1958). Виступав у клубах з Світсом Едісоном, Беном Вебстером і Тайрі Гленном. Багато записувався у студії як сесійний музикант. У 1970-х роках знову працював з Дюком Еллінгтоном.
Помер 26 січня 1974 року від серцевого нападу у віці 43 років у Лівінгстоні, Нью-Джерсі через декілька тижнів після ДТП.